# لوليانغ
لوليانغ (بالصينية: 吕梁市 )‏ هي مدينة على مستوى محافظة، في جمهورية الصين الشعبية، تتبع شانسي، تبلغ مساحتها 21,095 كيلومتر مربع، رمزها البريدي هو 033000.

## المناخ
يظهر الجدول التالي التغييرات المناخية على مدار السنة للوليانغ:
| البيانات المناخية لـلوليانغ        | البيانات المناخية لـلوليانغ | البيانات المناخية لـلوليانغ | البيانات المناخية لـلوليانغ | البيانات المناخية لـلوليانغ | البيانات المناخية لـلوليانغ | البيانات المناخية لـلوليانغ | البيانات المناخية لـلوليانغ | البيانات المناخية لـلوليانغ | البيانات المناخية لـلوليانغ | البيانات المناخية لـلوليانغ | البيانات المناخية لـلوليانغ | البيانات المناخية لـلوليانغ | البيانات المناخية لـلوليانغ |
| الشهر                              | يناير                       | فبراير                      | مارس                        | أبريل                       | مايو                        | يونيو                       | يوليو                       | أغسطس                       | سبتمبر                      | أكتوبر                      | نوفمبر                      | ديسمبر                      | المعدل السنوي               |
| ---------------------------------- | --------------------------- | --------------------------- | --------------------------- | --------------------------- | --------------------------- | --------------------------- | --------------------------- | --------------------------- | --------------------------- | --------------------------- | --------------------------- | --------------------------- | --------------------------- |
| الدرجة القصوى °م (°ف)              | 13.3 (55.9)                 | 22.6 (72.7)                 | 24.9 (76.8)                 | 34.7 (94.5)                 | 36.7 (98.1)                 | 37.8 (100.0)                | 38.4 (101.1)                | 37.2 (99.0)                 | 36.2 (97.2)                 | 29.4 (84.9)                 | 24.1 (75.4)                 | 15.6 (60.1)                 | 38.4 (101.1)                |
| متوسط درجة الحرارة الكبرى °م (°ف)  | −0.2 (31.6)                 | 3.9 (39.0)                  | 10.6 (51.1)                 | 19.2 (66.6)                 | 25.3 (77.5)                 | 28.9 (84.0)                 | 29.9 (85.8)                 | 28.0 (82.4)                 | 23.3 (73.9)                 | 17.0 (62.6)                 | 8.6 (47.5)                  | 1.6 (34.9)                  | 16.3 (61.4)                 |
| المتوسط اليومي °م (°ف)             | −7.5 (18.5)                 | −3.4 (25.9)                 | 3.5 (38.3)                  | 11.4 (52.5)                 | 17.6 (63.7)                 | 21.7 (71.1)                 | 23.3 (73.9)                 | 21.5 (70.7)                 | 16.0 (60.8)                 | 9.4 (48.9)                  | 1.6 (34.9)                  | −5.5 (22.1)                 | 9.1 (48.4)                  |
| متوسط درجة الحرارة الصغرى °م (°ف)  | −13.6 (7.5)                 | −9.5 (14.9)                 | −2.8 (27.0)                 | 3.9 (39.0)                  | 9.9 (49.8)                  | 14.3 (57.7)                 | 17.1 (62.8)                 | 15.9 (60.6)                 | 9.9 (49.8)                  | 3.2 (37.8)                  | −4.0 (24.8)                 | −11.1 (12.0)                | 2.8 (37.0)                  |
| أدنى درجة حرارة °م (°ف)            | −26.0 (−14.8)               | −23.9 (−11.0)               | −16.1 (3.0)                 | −9.6 (14.7)                 | −3.2 (26.2)                 | 4.2 (39.6)                  | 10.2 (50.4)                 | 6.6 (43.9)                  | −2.0 (28.4)                 | −8.7 (16.3)                 | −20.0 (−4.0)                | −24.9 (−12.8)               | −26.0 (−14.8)               |
| الهطول مم (إنش)                    | 2.7 (0.11)                  | 5.2 (0.20)                  | 12.1 (0.48)                 | 22.0 (0.87)                 | 30.7 (1.21)                 | 60.2 (2.37)                 | 100.5 (3.96)                | 120.2 (4.73)                | 61.2 (2.41)                 | 30.2 (1.19)                 | 13.1 (0.52)                 | 3.4 (0.13)                  | 461.5 (18.18)               |
| متوسط أيام هطول الأمطار (≥ 0.1 mm) | 2.4                         | 3.4                         | 5.0                         | 5.3                         | 6.2                         | 8.3                         | 11.4                        | 11.5                        | 8.6                         | 6.1                         | 3.9                         | 2.2                         | 74.3                        |
| المصدر: Weather China              |                             |                             |                             |                             |                             |                             |                             |                             |                             |                             |                             |                             |                             |

## التقسيمات الإدارية
- مقاطعة ليشي [الإنجليزية]‏
- Wenshui County [الإنجليزية]‏
- Jiaocheng County [الإنجليزية]‏
- Xing County [الإنجليزية]‏
- Lin County, Shanxi [الإنجليزية]‏
- Liulin County [الإنجليزية]‏
- Shilou County [الإنجليزية]‏
- Lan County [الإنجليزية]‏
- Fangshan County [الإنجليزية]‏
- Zhongyang County [الإنجليزية]‏
- Jiaokou County [الإنجليزية]‏
- شياويى  [لغات أخرى]‏
- فينيانغ.